# František Nový
František Nový (23. října 1895 Chrást – ???) byl československý politik a poslanec Národního shromáždění za Československou sociálně demokratickou stranu dělnickou, po roce 1945 představitel prokomunistického křídla ve straně.

## Biografie
Podle údajů z roku 1935 byl profesí kovodělníkem, bytem v Plzni.
V parlamentních volbách v roce 1929 získal poslanecké křeslo v Národním shromáždění. Mandát obhájil v parlamentních volbách v roce 1935. Poslanecký post si oficiálně podržel do zrušení parlamentu roku 1939, přičemž ještě v prosinci 1938 přestoupil do poslaneckého klubu nově utvořené Národní strany práce.
28. srpna 1944 byl zatčen a až do května 1945 vězněn v Terezíně a Dachau.
Před druhou světovou válkou byl tajemníkem krajské pobočky Svazu kovodělníků. V rámci strany představoval levicové křídlo. V květnu 1945 požádal o vstup do KSČ. Komunistická strana Československa ho ale cíleně vyslala do sociální demokracie, aby v ní nadále působil. Zastával funkci předsedy Krajského výboru ČSSD v Plzni. V ní působil v letech 1945–1948. Od roku 1945 byl rovněž členem celostátního Ústředního výboru ČSSD. Členství v ÚV ČSSD mu bylo potvrzeno na sjezdu strany v Brně. Posudky KSČ ho tehdy hodnotily coby kolísavého, pod vlivem pravice. Byl tajemníkem Krajské odborové rady pro kovoprůmysl. Po únorovém převratu v roce 1948 se stal členem obrozeného (prokomunistického) ÚV ČSSD. V té době ho interní posudky KSČ hodnotily: mezi dělníky oblíbený, vhodný kandidát na poslance. Během června 1948 byl pak v rámci sloučení sociální demokracie s komunisty přijat do KSČ.
V roce 1954 byl odsouzen na deset let do vězení v rámci vlny represí proti bývalým sociálním demokratům, která postihla jak antikomunistické tak ke komunistům loajální představitele této bývalé strany. Z vězení byl propuštěn na podmínku v roce 1959.